# Улица Рахматуллина (Казань)
Улица Рахматуллина — улица в Вахитовском районе Казани. Проходит от улицы Мусы Джалиля до улицы Кави Наджми, с ними же и пересекается.

## История
Улица расположена в историческом центре Казани, и её прошлое тесно связано с формированием городского пространства в XVIII — XIX веках. 
Ранее носила название «Петропавловский переулок», связанное с располагающимся в начале улицы Петропавловским собором. 23 сентября 1924 года переименован в Телеграфный переулок.
Проходит от улицы Мусы Джалиля (бывшего Акчуринского переулка, улиц Петропавловской, Банковской) до улицы Кави Наджми (бывшего Мергасовского переулка, затем — улиц Поперечно-Вознесенская, Международная).
Переименована в улицу Рахматуллина решение Казанского горисполкома № 355 от 4 мая 1965 года в честь Шамиля Саидовича Рахматуллина (1920 — 1943) — участника Великой Отечественной войны, Героя Советского Союза.

## Современное состояние
Общая протяжённость улицы составляет 188 метров.
На улице Рахматуллина находятся дома с номерами: 1, 2, 3, 4, 5, 6, 8.

## Достопримечательности
На улице Рахматуллина находится ряд известных исторических зданий:
- Дом Н. М. Теренина — Мариинская женская гимназия (ул. Рахматуллина, д. 2 / 18), постройки первой трети XIX века (перестройка 1871 года)[6] (после окончания в 2008 году реставрационно-восстановительных работ в здании располагается общеобразовательная школа-интернат «Лицей имени Н. И. Лобачевского» Казанского /Приволжского/ федерального университета)[7];

- Дом Пискунова (ул. Рахматуллина, д. 4), постройки 1840-х годов;[8]

- Здание бывшей гостиницы Дворянского собрания (ул. Рахматуллина / Профсоюзная, д. 6 / 9), постройки XVIII века.[9]

Многие здания, являющиеся памятниками истории и архитектуры, в настоящее время находятся в критическом состоянии.

## Учреждения и организации
По адресу: ул. Рахматуллина, д. 3, располагается УФПС «Татарстан почтасы» — филиал ФГУП «Почта России».

## Фотографии
- Здание бывшей Мариинской женской гимназии
- Дом № 4 по улице Рахматуллина («Дом Пискунова»)
- Здание бывшей гостиницы Дворянского собрания
- Дом № 8 / 11 по улице Рахматуллина / Кави Наджми